# Josafat Šiškov
Rober Matej (Josafat) Šiškov (Plovdiv, 9 febbraio 1884 – Sofia, 11 novembre 1952) è stato un presbitero bulgaro della congregazione degli Agostiniani dell'Assunzione. È venerato come beato e martire dalla Chiesa cattolica.